# Zélia Duncan (álbum)
Zélia Duncan é o segundo álbum da cantora Zélia Duncan, lançado em 1994 pela gravadora Warner Music. Este álbum foi incluído na lista dos Melhores Álbuns Latinos pela revista americana Billboard. "Nos Lençóis Desse Reggae" fez parte da trilha sonora da série Confissões de Adolescente, da TV Cultura, e foi dedicada a Tavinho Fialho, que toca baixo nela e morreu entre a gravação e o lançamento do álbum. A obra como um todo é dedicada a Loise Duncan. "Catedral (Cathedral Song)" fez parte da trilha sonora da novela A Próxima Vítima, da Rede Globo.
Foi certificado disco de Platina pela Pro-Música Brasil em 1998.
| Críticas profissionais | Críticas profissionais |
| Avaliações da crítica  | Avaliações da crítica  |
| Fonte                  | Avaliação              |
| ---------------------- | ---------------------- |
| Allmusic               | link                   |

## Faixas
Todas as letras escritas por Zélia Duncan, exceto onde especificado, todas as músicas compostas por Christiaan Oyens, exceto onde especificado.
| N.º            | Título                                                                                  | Compositor(es)                                            | Duração |  |
| 1.             | "Não Vá Ainda"                                                                          |                                                           | 3:11    |  |
| 2.             | "O Meu Lugar"                                                                           |                                                           | 4:05    |  |
| 3.             | "Sentidos"                                                                              |                                                           | 3:24    |  |
| 4.             | "Nos Lençóis Desse Reggae"                                                              |                                                           | 4:29    |  |
| 5.             | "Catedral (Cathedral Song)"                                                             | Tanita Tikaram; versão por Christiaan Oyens, Zélia Duncan | 2:50    |  |
| 6.             | "Improvável"                                                                            |                                                           | 3:39    |  |
| 7.             | "Lá Vou Eu"                                                                             | Luis Sérgio Carlini, Rita Lee                             | 4:15    |  |
| 8.             | "Miopia"                                                                                | música por Lucina                                         | 3:22    |  |
| 9.             | "Tempestade"                                                                            |                                                           | 3:12    |  |
| 10.            | "Um Jeito Assim" (contém trecho de "Squeeze Me", por Clarence Williams e Thomas Waller) | música por Paulo André Tavares                            | 3:20    |  |
| 11.            | "Am I Blue for You"                                                                     | Joan Armatrading                                          | 3:11    |  |
| 12.            | "Eu Nunca Estava Lá"                                                                    | música por Lucina                                         | 2:14    |  |
| Duração total: | Duração total:                                                                          | Duração total:                                            | 41:41   |  |

## Créditos
Adaptados do encarte:
- Zélia Duncan
  - vocais em todas as faixas
  - vocais de apoio em "O Meu Lugar", "Nos Lençóis Desse Reggae" e "Lá Vou Eu"
  - violão em "Lá Vou Eu", "Miopia" e "Um Jeito Assim"
  - arranjo em "Miopia"[nota 1] e "Um Jeito Assim"

- Paulo Rafael - guitarra em "Sentidos", violão em "Catedral", "Lá Vou Eu"
- Marcus Teixeira - guitarra em "Miopia"; violão e arranjo em "Eu Nunca Estava Lá"
- Carlos Carvalho - guitarra em "Tempestade"
- Carlos Patriolino - guitarra em "Um Jeito Assim"
- Nelson Faria - arranjo e violão em "Am I Blue For You"
- Arthur Maia - baixo em "Lá Vou Eu", "Miopia", "Eu Nunca Estava Lá"
- Dunga - baixo em "O Meu Lugar", "Improvável"
- Tavinho Fialho - baixo em "Nos Lençóis Desse Reggae"
- Jorge Helder - baixo em "Am I Blue For You"

- Márcio Miranda
  - teclados em "Não Vá Ainda", "Sentidos", "Catedral", "Nos Lençóis Desse Reggae", "Lá Vou Eu", "Miopia" e "Tempestade"
  - piano e marimba em "Nos Lençóis Desse Reggae"
  - órgão em "Am I Blue For You"
  - acordeão em "Lá Vou Eu"
  - programação de bateria em "Sentidos" e "Nos Lençóis Desse Reggae"
  - percussão em "Lá Vou Eu", "Miopia"
  - arranjo em "Sentidos", "Nos Lençóis Desse Reggae", "Lá Vou Eu" e "Tempestade"
- Cidinho Moreira - percussão em "Não Vá Ainda", "O Meu Lugar", "Nos Lençóis Desse Reggae", "Improvável", "Tempestade" e "Eu Nunca Estava Lá"
- Christiaan Oyens
  - slide guitar em "Nos Lençóis Desse Reggae"
  - violão em "O Meu Lugar", "Sentidos", "Nos Lençóis Desse Reggae" e "Improvável"
  - bandolim em "Não Vá Ainda" e "Sentidos"
  - bateria em "O Meu Lugar", "Nos Lençóis Desse Reggae", "Catedral", "Improvável", "Lá Vou Eu", "Tempestade", "Um Jeito Assim" e "Am I Blue For You"
  - arranjo em "O Meu Lugar", "Nos Lençóis Desse Reggae", "Improvável", "Lá Vou Eu" e "Tempestade"
- Flávio Guimarães - gaita em "O Meu Lugar"
- Victor Santos - trombones e arranjo de trombones em "Um Jeito Assim"
- Guto Graça Mello - produção; arranjo em "Não Vá Ainda", "Lá Vou Eu"
- Paulo André Tavares - arranjo em "Um Jeito Assim"

Pessoal técnico
- Técnicos de gravação: Paulo Rafael, Márcio Miranda (Ninho da Águia); Sérgio Ricardo (Mega); Vítor Farias e Guilherme Calicchio (Nas Nuvens)
- Assistentes: Carlão Gurgel (Ninho da Água), Renato Muñhoz (Nas Nuvens), André Bart, Silas (Estúdio Mosh Piano, em São Paulo)
- Técnico de mixagem: Luis Paulo Serafim (Mosh Piano)
- Coordenação: Michel Kestemont, Celso Lessa
- Masterização e edição: Ricardo Garcia (no Magic Master)
- Direção artística: Beto Boaventura
- Capa e direção de arte: Brígida Baltar, André Galhardo
- Fotos: André Galhardo
- Figurinos: Rui Cortez
- Maquiagem: Emílio Reck
- Coordenação geral: Beth Araújo
- Coordenação gráfica: Sílvia Panella